# Олифант (прам, 1752)
«Олифант» (от нем. Elefant — слон), с 1759 года «Буйвол» — прам Балтийского флота Российской империи, участник Семилетней войны 1756—1763 годов.

## Описание судна
Один из пяти парусно-гребных дрвухдечных прамов с деревянным корпусом одноимённого типа, построенных в Санкт-Петербургском адмиралтействе. Длина судна по сведениям из различных источников составляла 35,15—35,2 метра, ширина — от 10,7 до 10,9 метра, а осадка от 2,92 до 3 метров. Вооружение судна в разное время могло состоять от 26 до 36-ти орудий, из которых восемнадцать 36-фунтовых орудий было установлено в нижнем деке и восемнадцать 18-фунтовых орудий в верхнем.

## История службы
Прам «Олифант» был заложен на стапеле Санкт-Петербургского адмиралтейства в 1751 году и после спуска на воду 23 сентября (4 октября) 1752 года вошёл в состав Балтийского флота России. Строительство вёл корабельный мастер майорского ранга Джон Сютерланд.
Принимал участие в Семилетней войне 1756—1763 годов. 1 (12) мая 1757 года вышел из Кронштадта в составе отряда под общим командованием капитана 2-го ранга Н. И. Ляпунова. Отряд взял курс на Мемель и 9 (20) мая попал в мильный шторм, после шторма праму понадобился ремонт для которого на стоянке у мыса Сфалферорт понадобилось 3 дня с 10 (21)  по 12 (23) мая. После ремонта прам взял курс на Либаву, куда прибыл к 21 мая (1 июня), а с 15 (26) по 17 (28) мая перешёл к Мемелю. С 20 июня (1 июля) по 24 июня (5 июля) стоя на шпринге вёл бомбардировку осаждаемой крепости. Во время осады командир корабля капитан 3-го ранга В. Я. Барш получил серьезные ранения, от которых 21 октября (1 ноября) 1757 года скончался.
8 (19) сентября 1757 года прам покинул акваторию Мемеля и с 9 (20) по 10 (21) сентября вновь выдержал сильный шторм. 13 (24) октября «Олифант» подошёл к Котлину, где в районе Толбухина маяка вошёл в лёд, вместе с которым его понесло в сторону берега и 17 (28) октября выбросило на отмель.
В кампанию следующего 1758 года прам был снят с отмели, приведён в Кронштадт и заведён в док Петра Великого, где зимой 1759—1760 годов подвергся тимберовке. При этом в 1759 году прам был переименован в «Буйвол».
В кампании с 1761 по 1764 год находился в Кронштадте и в плаваниях участия не принимал. По окончании службы в 1765 году там же был разобран.

## Командиры судна
В таблице приведены командиры прама «Олифант» за всё время его службы в составе Российского императорского флота.
| Годы службы    | Звание             | Имя и фамилия            | Комментарий | Прим.         |
| -------------- | ------------------ | ------------------------ | --- | ------------- |
| 1756 год       | капитан-лейтенант  | Василий Колобов          | До назначения командиром прама служил в Астрахани, на Дону и Балтийском море, командовал пинком «Холмогоры» и фрегатом «Михаил». После командования прамом был назначен а присутствие адмиралтейской конторы, а в 1760 году уволен в звании капитана 2-го ранга.                                                      | [ 13 ] [ 14 ] |
| 1757 год       | капитан 3-го ранга | Василий Яковлевич Барш   | Командовал прамом во время осады Мемеля, 21 октября (1 ноября) 1757 года скончался от ран полученных во время осады. До назначения командиром прама служив в Таврове, Архангельске и Кронштадте, на фрегате «Кронделивде», а также кораблях «Кронштадт» и «Лесное».                                                   | [ 13 ] [ 11 ] |
| 1761 год       | капитан-лейтенант  | Василий Иванович Сабуров | Командовал прамом при кронштадтском порте. До назначения командиром прама служил на различных судах и в береговой команде Балтийского флота, командовал корабельным ботом. После командования прамом также командовал кораблями «Ингерманланд», «Рафаил» и «Северный орёл», служил командиром рижского порта.         | [ 13 ] [ 15 ] |
| 1762—1763 годы | капитан-лейтенант  | Василий Мордвинов        | Командовал прамом при кронштадтском порте. До назначения командиром прама служил на различных судах Балтийского флота и в Казани, командовал пинком «Повракул», лоц-галиотом «Штурман» и купеческим судном. После командования прамом также командовал пинком «Лев». В 1766 году уволен в звании капитана 2-го ранга. | [ 13 ] [ 16 ] |